# Celerinatantimonas yamalensis
Espèce
Celerinatantimonas yamalensis est une espèce du genre de bactéries marines Celerinatantimonas. Ce sont des bactéries à Gram négatif phylogénétiquement incluses dans l'ordre des Alteromonadales et capables de fixer l'azote atmosphérique et qui ont pu être isolées dans le pergélisol de la péninsule de Yamal.

## Taxonomie

### Étymologie
L'étymologie de l'espèce Celerinatantimonas yamalensis est la suivante : ya.mal.en’sis N.L. masc./fem. adj. yamalensis, appartenant à la péninsule Yamal, faisant référence au lieu d'isolement de la souche type de cette espèce,.

### Historique
L'espèce Celerinatantimonas yamalensis, décrite en 2013 a pu être confirmée comme appartenant au genre Celerinatantimonas et sa famille Celerinatantimonadaceae grâce à l'étude des séquences de l'ARNr 16S ainsi que'avec le séquençage du gène nfiH. Tout comme son genre et sa famille, cette classe est incluse dans l'ordre des Alteromonadales et dans la classe des Gammaproteobacteria.

## Description
Lors de sa description de 2013, l'espèce Celerinatantimonas yamalensis est composée de bactéries à Gram négatif. Ce sont des bacilles à extrémités arrondies et que l'on peut retrouver isolés, en paires ou en petites chaînes.Comme l'espèce type de ce genre, Celerinatantimonas diazotrophica,, ces bacilles ne forment pas d'endospores. Ces bactéries sont anaérobies facultatives et nécessitent des conditions mésophiles et du NaCl pour leur croissance. Elles sont catalase négatives et oxydase négatives.
Le pourcentage en bases nucléotidiques GC de l'ADN est d'environ 44,7 % en 2013.

## Habitats
Ces bactéries sont des bactéries marines. Elles ont été isolées à partir des eaux saumâtres du pergélisol de la péninsule de Yamal en Russie.